# الساندرو سیرکاتی
الساندرو سیرکاتی (انگلیسی: Alessandro Circati؛ زادهٔ ۱۰ اکتبر ۲۰۰۳) بازیکن فوتبال است.
وی همچنین در تیم ملی فوتبال زیر ۲۰ سال ایتالیا بازی کرده‌است.